# 德賴諾布 (密蘇里州)
德賴諾布（英語：Drynob）是位於美國密蘇里州拉克利德縣的非建制地區。

## 歷史
德賴諾布的郵局於1881年設立，其後於1956年停運。

## 地理
德賴諾布所處的海拔為高於海平面294米（即965英呎），而該地所採用的時區為UTC-6，即北美中部時區（CST）。同時該地設有夏令時間，為UTC-6調快一小時，即UTC-5（CDT）。